# Meioneta kopetdaghensis
Meioneta kopetdaghensis är en spindelart som först beskrevs av Andrei V. Tanasevitch 1989.  Meioneta kopetdaghensis ingår i släktet Meioneta och familjen täckvävarspindlar. Inga underarter finns listade i Catalogue of Life.